# Vai trò xã hội
Vai trò của cá nhân như là một vai diễn là một hoặc nhiều chức năng mà cá nhân ấy phải đảm trách trước xã hội. Theo Robertsons vai trò là một tập hợp các chuẩn mực, hành vi, quyền lợi và nghĩa vụ được gắn liền với một vị thế xã hội nhất định. Khái niệm vai trò xã hội bắt nguồn từ khái niệm vai diễn trên sân khấu. Vai diễn trên sân khấu đòi hỏi diễn viên phải nhập tâm, bắt chước và học tập đóng vai của những nhân vật được đạo diễn phân đóng. 
Còn vai trò xã hội không có tính chất tưởng tượng, bắt chước cứng nhắc và nhất thời. Những hành vi thực tế của một người nhờ học hỏi được những kinh nghiệm, lối sống, tác phong từ trước đó trong cuộc sống. Vai trò xã hội của một người có nghĩa là người đó phải đảm nhận hay thể hiện đầy đủ các hành vi, nghĩa vụ, hệ thống chuẩn mực trên cơ sở vị thế của người đó. Đồng thời họ cũng nhận được những quyền lợi xã hội tương ứng với việc thực hiện vai trò của họ.

## Vai trò
Mỗi cá nhân có vô vàn vai trò, có bao nhiêu mối quan hệ xã hội thì có bấy nhiêu vai trò xã hội. Vị thế và vai trò của cá nhân trong xã hội bắt nguồn từ vị trí kinh tế, chính trị, xã hội của họ, từ địa vị của các cá nhân thuộc các giai cấp và các nhóm xã hội khác mà quy định nên. Mỗi cá nhân có nhiều vị thế và vai trò khác nhau ở gia đình, ngoài xã hội…và tuỳ theo vai trò của mình mà cá nhân sẽ có cách ứng xử, hành vi, tác phong, hành động tương ứng với vai trò mà cá nhân đảm trách. Vị thế và vai trò luôn gắn bó mật thiết với nhau. 
Không thể nói tới vị thế mà không nói tới vai trò và ngược lại. Vai trò và vị thế là hai mặt của một vấn đề. Vị thế của cá nhân được xác định bằng việc trả lời cho câu hỏi: người đó là ai? Và vai trò của các nhân được xác định bằng cách trả lời câu hỏi: người đó phải làm gì? Vai trò phụ thuộc vào vị thế (vị thế nào vai trò ấy). Một vị thế có thể có nhiều vai trò. Trong mối quan hệ giữa vị thế và vai trò thì vị thế thường ổn định hơn, ít biến đổi hơn, còn vai trò thì biến động hơn. Thông thường thì sự biến đổi của vai trò phụ thuộc vào sự biến đổi của vị thế. Vị thế biến đổi thì vai trò cũng biến đổi.

## Đặc trưng
- Là sự kết hợp của khuôn mẫu tác phong bên ngoài (hoạt động) và tác phong tinh thần bên trong (suy nghĩ). Tuy nhiên, không phải lúc nào, ở vai trò xã hội đương nhiệm, các cá nhân phải thực hiện các hoạt động một cách cứng nhắc, độc đoán; mà có thể co dãn, linh động các hoạt động khác nhau, do nó chịu ảnh hưởng, tác động của phía chủ thể và nhận thức của chủ thể về vai trò đó.
- Vai trò xã hội mô tả các tác phong đồng nhất và được xã hội chấp nhận, xuất phát từ các mối quan hệ xã hội, gắn liền với quyền lợi, nghĩa vụ liên quan tới một nhiệm vụ cụ thể mà cá nhân thực hiện khi đảm nhận vai trò nào đó.
- Vai trò được thực hiện trong sự chuẩn mực của xã hội với sự mong đợi của những người xung quanh, không phụ thuộc vào cá nhân người thực hiện vai trò.
- Các cá nhân chấp nhận vai trò, chủ động và lựa chọn vai trò chủ yếu dựa vào mức độ phù hợp của chúng với lợi ích, nhu cầu, khả năng của người thực hiện.
- Một cá nhân có thể có nhiều vai trò, và trong những tình huống nhất định có thể xảy ra sự xung đột, mâu thuẫn hoặc căng thẳng vai trò.